# Ligne Dosan
La ligne Dosan (土讃線, Dosan-sen) est une ligne ferroviaire de la compagnie JR Shikoku située sur l'île de Shikoku au Japon. Elle relie la gare de Tadotsu dans la préfecture de Kagawa à la gare de Kubokawa dans la préfecture de Kōchi. Celle ligne permet de relier la ville de Kōchi avec le nord de Shikoku et l'île de Honshū.

## Histoire
Le premier tronçon de la ligne a été construit entre Tadotsu et Kotohira par la compagnie Sanuki Railway et est entré en service en 1889. La ligne est nationalisée en 1906.
La ligne est prolongée à Awa-Ikeda  en 1914, ce qui permet la jonction avec la ligne Tokushima.
Au sud, la section Susaki - Kōchi - Kusaka, ouverte en 1924, est prolongée par étape entre 1925 et 1935. Elle rejoint la partie nord de la ligne à Minawa, la section Awa-Ikeda - Minawa  ayant ouvert en 1931.
La section Susaki - Tosakume ouvre en 1939, prolongée à Kageno à partir de 1947 et à Kubokawa en 1951.

## Caractéristiques

### Ligne
- Longueur : 198,7 km
- Ecartement : 1 067 mm
- Alimentation : 1 500 V continu par caténaire (entre Tadotsu et Kotohira)

### Services et interconnexions
La ligne est empruntée par des trains locaux (omnibus) et par les trains express suivants :
- Shimanto entre Kōchi et Tadotsu (continue sur la ligne Yosan jusqu'à Takamatsu). Certains services sont prolongés jusqu'aux gares de Nakamura et Sukumo de la compagnie Tosa Kuroshio Railway (interconnexion à Kubokawa).
- Nanpū entre Kōchi et Tadotsu (continue sur les lignes Yosan et Seto-Ōhashi jusqu'à Okayama).

À Gomen, certains trains de la ligne Gomen-Nahari continuent jusqu'à Kōchi.

### Gares

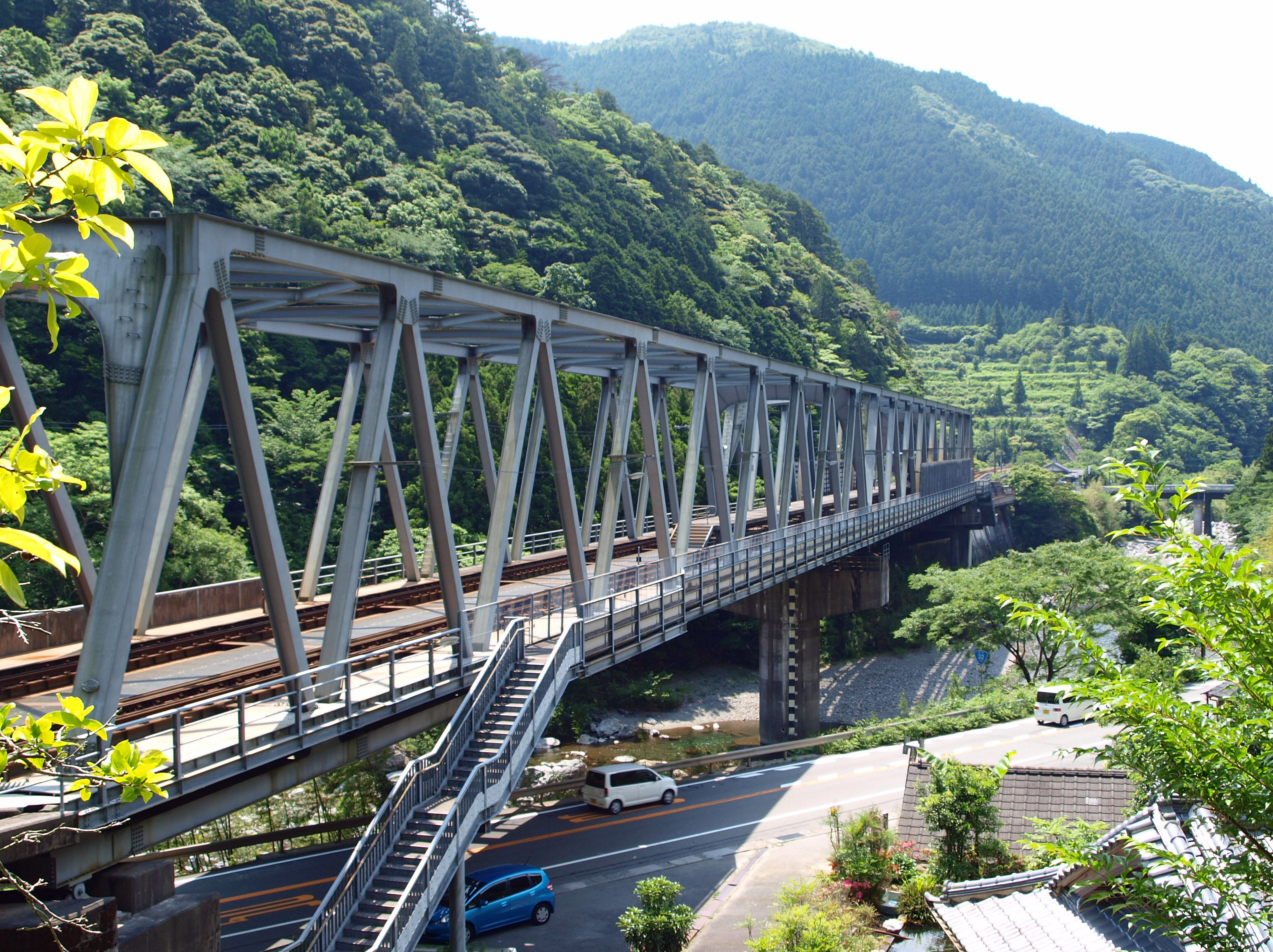
La ligne à Tosa-Kitagawa

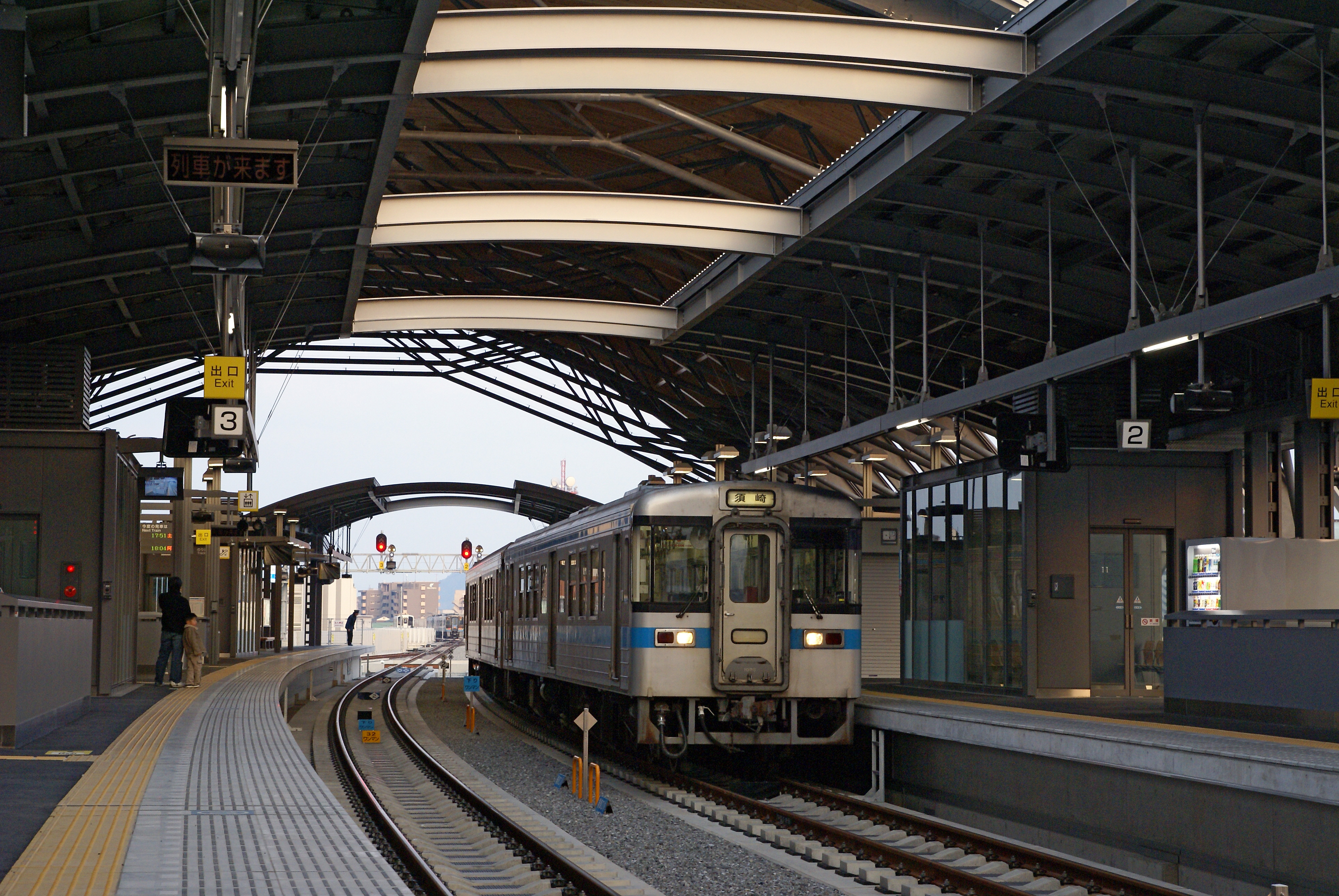
La gare de Kōchi

| Numéro  | Gare              | Nom japonais | Distance depuis Tadotsu (km) | Correspondances                                   | Localisation | Localisation            |
| ------- | ----------------- | ------------ | ---------------------------- | ------------------------------------------------- | ------------ | ----------------------- |
| D12     | Tadotsu           | 多度津       | 0                            | JR Shikoku : Yosan (interconnexion)               | Tadotsu      | Préfecture de Kagawa    |
| D13     | Konzōji           | 金蔵寺       | 3,7                          |                                                   | Zentsūji     | Préfecture de Kagawa    |
| D14     | Zentsūji          | 善通寺       | 6,0                          |                                                   | Zentsūji     | Préfecture de Kagawa    |
| D15     | Kotohira          | 琴平         | 11,3                         | Kotoden : Kotohira (à Kotoden-Kotohira)           | Kotohira     | Préfecture de Kagawa    |
| D16     | Shioiri           | 塩入         | 17,7                         |                                                   | Mannō        | Préfecture de Kagawa    |
| D17     | Kurokawa (ja)     | 黒川         | 21,6                         |                                                   | Mannō        | Préfecture de Kagawa    |
| D18     | Sanuki-Saida      | 讃岐財田     | 23,9                         |                                                   | Mitoyo       | Préfecture de Kagawa    |
| D19     | Tsubojiri         | 坪尻         | 32,1                         |                                                   | Miyoshi      | Préfecture de Tokushima |
| D20     | Hashikura         | 箸蔵         | 35,4                         |                                                   | Miyoshi      | Préfecture de Tokushima |
| D21     | Tsukuda (ja)      | 佃           | 38,8                         | JR Shikoku : Tokushima                            | Miyoshi      | Préfecture de Tokushima |
| D22     | Awa-Ikeda         | 阿波池田     | 43,9                         | JR Shikoku : Tokushima                            | Miyoshi      | Préfecture de Tokushima |
| D23     | Minawa            | 三縄         | 47,8                         |                                                   | Miyoshi      | Préfecture de Tokushima |
| D24     | Iyaguchi          | 祖谷口       | 52,3                         |                                                   | Miyoshi      | Préfecture de Tokushima |
| D25     | Awa-Kawaguchi     | 阿波川口     | 55,1                         |                                                   | Miyoshi      | Préfecture de Tokushima |
| D26     | Koboke            | 小歩危       | 59,8                         |                                                   | Miyoshi      | Préfecture de Tokushima |
| D27     | Ōboke             | 大歩危       | 65,5                         |                                                   | Miyoshi      | Préfecture de Tokushima |
| D28     | Tosa-Iwahara      | 土佐岩原     | 72,7                         |                                                   | Ōtoyo        | Préfecture de Kōchi     |
| D29     | Toyonaga          | 豊永         | 76,7                         |                                                   | Ōtoyo        | Préfecture de Kōchi     |
| D30     | Ōtaguchi          | 大田口       | 80,4                         |                                                   | Ōtoyo        | Préfecture de Kōchi     |
| D31     | Tosa-Ananai       | 土佐穴内     | 83,2                         |                                                   | Ōtoyo        | Préfecture de Kōchi     |
| D32     | Ōsugi             | 大杉         | 87,2                         |                                                   | Ōtoyo        | Préfecture de Kōchi     |
| D33     | Tosa-Kitagawa     | 土佐北川     | 93,3                         |                                                   | Ōtoyo        | Préfecture de Kōchi     |
| D34     | Kakumodani        | 角茂谷       | 95,5                         |                                                   | Ōtoyo        | Préfecture de Kōchi     |
| D35     | Shigetō           | 繁藤         | 97,6                         |                                                   | Kami         | Préfecture de Kōchi     |
| D36     | Shingai           | 新改         | 103,9                        |                                                   | Kami         | Préfecture de Kōchi     |
| D37     | Tosa-Yamada       | 土佐山田     | 111,3                        |                                                   | Kami         | Préfecture de Kōchi     |
| D38     | Yamada-Nishimachi | 山田西町     | 112,1                        |                                                   | Kami         | Préfecture de Kōchi     |
| D39     | Tosa-Nagaoka      | 土佐長岡     | 114,1                        |                                                   | Nankoku      | Préfecture de Kōchi     |
| D40     | Gomen             | 後免         | 116,2                        | Tosa Kuroshio Railway : Asa (interconnexion)      | Nankoku      | Préfecture de Kōchi     |
| D41     | Tosa-Ōtsu         | 土佐大津     | 119,4                        |                                                   | Kōchi        | Préfecture de Kōchi     |
| D42     | Nunoshida         | 布師田       | 121,4                        |                                                   | Kōchi        | Préfecture de Kōchi     |
| D43     | Tosa-Ikku         | 土佐一宮     | 122,7                        |                                                   | Kōchi        | Préfecture de Kōchi     |
| D44     | Azōno             | 薊野         | 124,5                        |                                                   | Kōchi        | Préfecture de Kōchi     |
| D45 K00 | Kōchi             | 高知         | 126,6                        | Tramway de Kochi : Sanbashi                       | Kōchi        | Préfecture de Kōchi     |
| K01     | Iriake            | 入明         | 127,9                        |                                                   | Kōchi        | Préfecture de Kōchi     |
| K02     | Engyōjiguchi      | 円行寺口     | 128,7                        |                                                   | Kōchi        | Préfecture de Kōchi     |
| K03     | Asahi             | 旭           | 130,2                        | Tramway de Kochi : Ino                            | Kōchi        | Préfecture de Kōchi     |
| K04     | Kōchi-Shōgyō-Mae  | 高知商業前   | 131,3                        | Tramway de Kochi : Ino                            | Kōchi        | Préfecture de Kōchi     |
| K05     | Asakura           | 朝倉         | 132,7                        | Tramway de Kochi : Ino                            | Kōchi        | Préfecture de Kōchi     |
| K06     | Edagawa           | 枝川         | 136,2                        | Tramway de Kochi : Ino                            | Ino          | Préfecture de Kōchi     |
| K07     | Ino               | 伊野         | 138,0                        | Tramway de Kochi : Ino                            | Ino          | Préfecture de Kōchi     |
| K08     | Hakawa            | 波川         | 139,5                        |                                                   | Ino          | Préfecture de Kōchi     |
| K08-1   | Omura-Jinja-Mae   | 小村神社前   | 141,6                        |                                                   | Hidaka       | Préfecture de Kōchi     |
| K09     | Kusaka            | 日下         | 143,7                        |                                                   | Hidaka       | Préfecture de Kōchi     |
| K10     | Okabana           | 岡花         | 145,7                        |                                                   | Hidaka       | Préfecture de Kōchi     |
| K11     | Tosa-Kamo         | 土佐加茂     | 148,6                        |                                                   | Sakawa       | Préfecture de Kōchi     |
| K12     | Nishi-Sakawa      | 西佐川       | 152,4                        |                                                   | Sakawa       | Préfecture de Kōchi     |
| K13     | Sakawa            | 佐川         | 154,2                        |                                                   | Sakawa       | Préfecture de Kōchi     |
| K14     | Erinono           | 襟野々       | 156,0                        |                                                   | Sakawa       | Préfecture de Kōchi     |
| K15     | Togano            | 斗賀野       | 158,0                        |                                                   | Sakawa       | Préfecture de Kōchi     |
| K16     | Asō               | 吾桑         | 163,4                        |                                                   | Susaki       | Préfecture de Kōchi     |
| K17     | Ōnogō             | 多ノ郷       | 166,1                        |                                                   | Susaki       | Préfecture de Kōchi     |
| K18     | Ōma               | 大間         | 167,0                        |                                                   | Susaki       | Préfecture de Kōchi     |
| K19     | Susaki            | 須崎         | 168,7                        |                                                   | Susaki       | Préfecture de Kōchi     |
| K20     | Tosa-Shinjō       | 土佐新荘     | 170,6                        |                                                   | Susaki       | Préfecture de Kōchi     |
| K21     | Awa               | 安和         | 173,6                        |                                                   | Susaki       | Préfecture de Kōchi     |
| K22     | Tosa-Kure         | 土佐久礼     | 179,7                        |                                                   | Nakatosa     | Préfecture de Kōchi     |
| K23     | Kageno            | 影野         | 190,4                        |                                                   | Shimanto     | Préfecture de Kōchi     |
| K24     | Rokutanji         | 六反地       | 192,2                        |                                                   | Shimanto     | Préfecture de Kōchi     |
| K25     | Niida             | 仁井田       | 194,2                        |                                                   | Shimanto     | Préfecture de Kōchi     |
| K26     | Kubokawa          | 窪川         | 198,7                        | Tosa Kuroshio Railway : Nakamura (interconnexion) | Shimanto     | Préfecture de Kōchi     |